# アンドレイ・コルモゴロフ
アンドレイ・ニコラエヴィッチ・コルモゴロフ（ロシア語: Андре́й Никола́евич Колмого́ров, ラテン文字転写: Andrei Nikolaevich Kolmogorov, 1903年4月25日 - 1987年10月20日）は、ロシアの数学者。確率論および位相幾何学の大きな発展に寄与した。彼以前の確率論はラプラスの『確率の解析的理論』に基づく古典的確率論が中心であったが、彼が『測度論に基づく確率論』『確率論の基礎概念（1933年）』で公理主義的確率論を立脚させ、現代確率論の始まりとなった。
初期には直観論理やフーリエ級数に関する研究を行っており、乱流や古典力学に関する研究成果もある。またアルゴリズム情報理論の創始者でもある。なお、イズライル・ゲルファント、ウラジーミル・アーノルドをはじめ、コルモゴロフには数多くの弟子がいる。

## 生涯
1903年、ロシア帝国のタンボフで生まれた。母親は出産とともに死亡しており、ヤロスラブリの近くにある裕福な貴族である祖父の故郷でおばに育てられた。彼の父親の本業は農学者であるが、革命運動への参加のためにサンクトペテルブルクから強制送還され、失望の後、ロシアの内戦で自殺している。
コルモゴロフはおばの村の学校で教育を受けた。彼の識字能力は高く、彼の書いた数学の論文が学内の新聞に載るほどであった。14歳になると、百科事典を使って証明の穴埋めをしながら高等数学を独学したという。また若くして永久機関を設計しており、彼の通う中等学校の教師には欠陥を指摘できないほど優秀であった。1910年に、彼の才能を見出したおばは、コルモゴロフを連れてギムナジウムに通うべくモスクワに引っ越した。コルモゴロフはギムナジウムを1920年に卒業した。
1920年に、コルモゴロフは、モスクワ大学および化学技術研究所 (Chemistry Technological Institute) で研究を始めた。コルモゴロフは彼の広範囲の博識に関する評判を獲得した。 学生時代、彼はロシア人の歴史家バクルスキン (S.V.Bachrushin) のセミナーに参加し、15～16世紀のノヴゴロド公国における土地所有習慣についての彼の最初の研究論文を発行した。また同時期 (1921-1922) に、コルモゴロフは集合論とフーリエ級数の理論のいくつかの命題を引き出し、立証した。1922年に、コルモゴロフは、ほとんどいたる所で発散するフーリエ級数の例を示し、国際的な認識を獲得した。この頃に、彼は、彼の人生を数学にささげると決めている。コルモゴロフは、1925年にモスクワ大学を卒業し、ニコライ・ルージン (Nikolai Luzin) の指導の下で研究を始めた。この頃、彼は生涯の友となるパベル・アレクサンドロフ (Pavel Alexandrov) を得る。そのきっかけは教授間の醜い政治上の迫害による、いわゆる「ルージン事件」であった。
コルモゴロフは、アレクサンドル・ヒンチン (A. Khinchin) とともに確率論に関心を持つようになる。1925年には、直観論理についての有名な業績となる『排中律の原則に関して』も発表されている。その後、1929年にモスクワ大学で博士号 (Ph. D.) を得た。1930年に、コルモゴロフは初めての海外の長期旅行に行った。行き先はドイツのゲッティンゲンとミュンヘン、そしてフランスのパリであった。確率論についての彼の先導的仕事『確率論における解析的手法について』は1931年にドイツ語で発行された。1931年に彼はモスクワ大学で教授になり、1933年に、コルモゴロフは、『確率理論の基礎』を発行した。そこではすでに現代確率論の基礎である確率空間の公理が横たわっており、活動中の専門家としてこの分野で世界的な名声を確立した。1935年に、コルモゴロフはモスクワ大学で第1代議長になった。1939年に、彼はソ連科学アカデミーの正会員に選出された。1938年に、コルモゴロフが「静止した確率過程を整えて予測するために基本定理を確立した」とする記事が出され、来たる冷戦期の主要な軍事利用が示唆された。彼の確率過程（ランダム過程）の研究、特にマルコフ過程についての研究は、イギリスのシドニー・チャップマンの独自の研究とともにチャップマン・コルモゴロフの等式として展開することとなった。

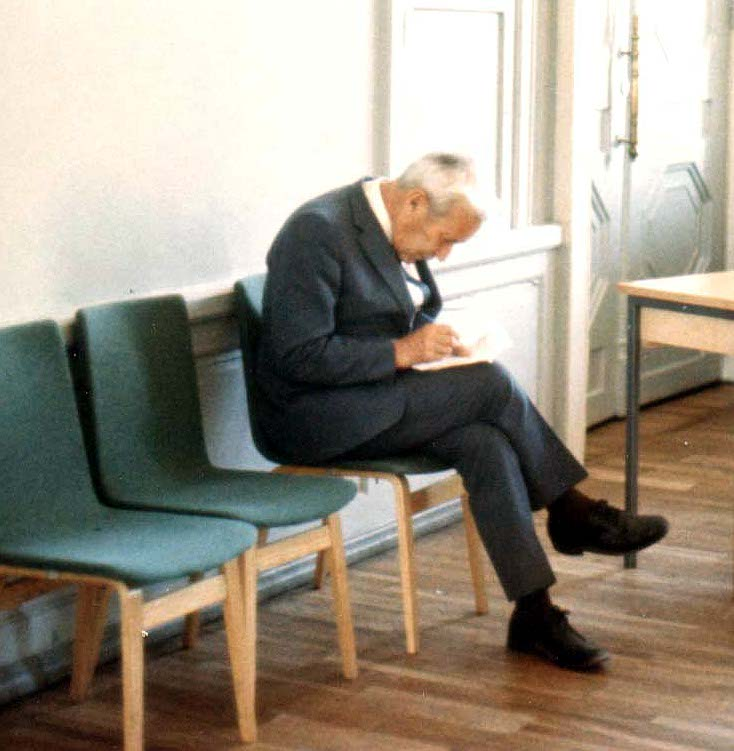
1973年にエストニア・タリンで開かれた情報理論のシンポジウムで講演の準備をするコルモゴロフ。Terrence L. Fine 撮影。

後に、コルモゴロフは自身の研究関心を乱流の領域に変えた。そこでは、1941年に始まる彼の刊行物が重要な影響を与えた。古典力学では、彼はコルモゴロフ-アーノルド-モザーの定理によって最もよく知られている（1954年に最初に国際数学者会議に提示された）。1957年に、彼は、ヒルベルトの第13問題（彼の弟子ウラジーミル・アーノルドとの共同作業）を解決した。彼は、しばしばコルモゴロフ複雑さの理論と呼ばれるアルゴリズム情報理論の創設者となった。
コルモゴロフは1942年にアンナ・エゴロワ (Anna Dmitrievna Egorova) という女性と結婚している。彼は一生の間、大学レベルだけではなく、低年齢の小児向けの教育ルーチンをも追求した。彼は天才児のための教育学の開発に携わり、その分野も数学だけでなく文学、音楽に及んでいる。モスクワ大学では、コルモゴロフは確率、統計、ランダム過程、記号論理学などの専攻の長などの様々な職を歴任し、1931年には同大 Mechanics and Mathematics 研究科長に就任した。1971年に、コルモゴロフは、調査船ドミトリー・メンデレーエフ (Dmitri Mendeleev) で海洋探検に参加した。彼は『ソビエト大百科事典』のための多くの記事を書いた。晩年には、彼の努力は確率論の抽象化と応用分野との哲学的な関係の解明に多くがささげられた。コルモゴロフは1987年にモスクワで死去した。なお彼は「数学の一分野としての確率論は、幾何学や代数学と全く同じように公理を起点として発達させることができるし、またそうであるべきだ」という格言を残している。

## 著作

### 単著
- 根本伸司・一条洋 訳『確率論の基礎概念』東京図書〈数学選書〉、1969年。NDLJP:12623050。 - 付文献。
  - 根本伸司 訳『確率論の基礎概念』（第2版）東京図書、1975年。NDLJP:12622438。 - 文献：pp.113 f.
  - 根本伸司 訳『確率論の基礎概念』（新装版）東京図書、1988年10月。ISBN 4-489-00270-X。
  - 根本伸司 訳『確率論の基礎概念』（新装版）東京図書、1991年12月。ISBN 4-489-00372-2。
  - 坂本實 訳『確率論の基礎概念』筑摩書房〈ちくま学芸文庫 コ33-1 Math & science〉、2010年7月7日。ISBN 978-4-480-09303-5。 - 文献・年表・索引あり。
- 山崎昇 ほか 訳『学問と職業としての数学』大竹出版、2003年6月。ISBN 4-87186-096-5。 - 原タイトル：Математика-наука и профессия。

### 共著
- ア・エヌ・コルモゴロフ 著「確率論」、ソヴィエット同盟科学アカデミー 編『数学通論　数学　その内容・方法・意義』 第3巻、遠山啓 監訳、樋口順四郎 訳、商工出版社、1958年。
- セルゲイ・ヴァジレヴィッチ・フォーミン（英語版） 著、山崎三郎 訳『函数解析の基礎』岩波書店、1962年。
  - セルゲイ・ヴァジレヴィッチ・フォミーン 著、山崎三郎 訳『函数解析の基礎』（第2版）岩波書店、1971年。 - 文献：pp.476-478.
  - セルゲイ・ヴァジレヴィッチ・フォミーン 著、山崎三郎・柴岡泰光 訳『函数解析の基礎』 上、岩波書店、1979年10月12日。ISBN 4-00-005166-0。 - 原著第4版の翻訳。
  - セルゲイ・ヴァジレヴィッチ・フォミーン 著、山崎三郎・柴岡泰光 訳『函数解析の基礎』 下、岩波書店、1979年11月9日。ISBN 4-00-005167-9。 - 原著第4版の翻訳。
- I.G.ジュルベンコ、A.V.プロホロフ 共著『コルモゴロフの確率論入門』丸山哲郎・馬場良和 共訳、森北出版、2003年3月。ISBN 4-627-09511-2。 - 原タイトル：Введение в втеорию вероятностей（第2版）。 見本 (PDF) 。正誤表 (PDF) 。

### 編著
- アンドレイ・コルモゴロフ、ユシュケビッチ 編、難波完爾・三宅克哉・片山孝次・櫃田倍之 訳『19世紀の数学』 第1巻、朝倉書店、2008年3月20日。ISBN 978-4-254-11741-7。 - 改訂第2版。内容：数理論理学・代数学・数論・確率論。
- アンドレイ・コルモゴロフ、ユシュケビッチ 編、小林昭七・藤本坦孝 訳『19世紀の数学』 第2巻、朝倉書店、2008年5月10日。ISBN 978-4-254-11742-4。 - 原タイトル：Mathematics of the 19th century。内容：幾何学・解析関数論。
- アンドレイ・コルモゴロフ、ユシュケビッチ 編、伊理正夫・伊理由美・高野恭一・池部晃生・一松信 訳『19世紀の数学』 第3巻、朝倉書店、2009年11月25日。ISBN 978-4-254-11743-1。 - 原タイトル：Mathematics of the 19th century。内容：チェビシェフの関数論・常微分方程式・変分法・差分法。

### 論文集
- Kolmogorov, A. N. (1991). Tikhomirov, Vladimir M.. ed. Selected Works of A.N. Kolmogorov. Volume I: Mathematics and Mechanics. Netherlands: Springer. ISBN 90-277-2796-1
- Kolmogorov, A. N. (1992). Shiryayev, A. N.. ed. Selected Works of A.N. Kolmogorov. Volume II: Probability Theory and Mathematical Statistics. Netherlands: Springer. ISBN 90-277-2797-X
- Kolmogorov, A. N. (1993). Shiryayev, A. N.. ed. Selected Works of A.N. Kolmogorov. Volume III: Information Theory and the Theory of Algorithms (Mathematics and its Applications). Translator: Sossinsky, A. B.. Netherlands: Springer. ISBN 90-277-2798-8

## 受賞歴
- 1941年 - ソビエト連邦国家賞
- 1962年 - バルザン賞
- 1965年 - レーニン賞
- 1975年 - ヘルムホルツ・メダル
- 1980年 - ウルフ賞数学部門

## 関連文献
- Kolmogorov in Perspective. History of Mathematics. 20. American Mathematical Society/London Mathematical Society. (2007). ISBN 978-0-8218-2918-9
- Salsburg, David (2001). The Lady Tasting Tea: How Statistics Revolutionized Science in the Twentieth Century. New York: W. H. Freeman. ISBN 0-7167-4106-7